# Idioma buduj
El idioma buduj (Будад мез) es un idioma del grupo samur del sur de la familia de lenguas caucásicas nororientales, hablado por unas 200 personas en algunas partes de la región Quba en Azerbaiyán.
Se trata de un idioma en peligro de extinción, se encuentra en el Libro Rojo de las Lenguas Amenazadas de la Unesco.